# Torasilus solus
Torasilus solus är en tvåvingeart som beskrevs av Jason Gilbert Hayden Londt 2005. Torasilus solus ingår i släktet Torasilus och familjen rovflugor.
Artens utbredningsområde är Namibia. Inga underarter finns listade i Catalogue of Life.